# Lista de hospitais universitários
Um hospital universitário é uma instituição que junta os serviços comuns de um hospital com o ensino de medicina e investigação clínica. Estes hospitais estão geralmente associados a uma universidade ou escola de medicina.

## Angola
- Hospital Universitário Américo Boavida, vinculado à Universidade Agostinho Neto.[1]

## Argentina
- Hospital de Clínicas "José de San Martín", vinculado à UBA, Buenos Aires
- Hospital Universitário Austral, vinculado à Universidade Austral, Buenos Aires
- Hospital Municipal de Moron "Ostaciana B. De Lavignolle", vinculado à UBA, Buenos Aires
- Hospital Dr. Narciso Lopez de Lanus, vinculado à UBA, Buenos Aires
- Hospital Laferrere, vinculado à UBA, Buenos Aires
- Hospital Municipal Mendez, vinculado à UBA, Buenos Aires
- Hospital MUÑIZ, vinculado à UBA, Buenos Aires
- Hospital San Miguel, vinculado à UBA, Buenos Aires
- Hospital Tornu, vinculado à UBA, Buenos Aires
- Idim A Lanari, vinculado à UBA, Buenos Aires
- Instituto De Oncologia Roffo,, vinculado à UBA, Buenos Aires
- Baldomero Sommer, vinculado à UBA, Buenos Aires
- Hospital Municipal "Dr. Eduardo Wilde", vinculado à UBA, Buenos Aires
- Hospital Ciudad de Boulogne, vinculado à UBA, Buenos Aires

## Brasil

### Região Norte
- Hospital Universitário João de Barros Barreto, vinculado à UFPA
- Hospital Universitário Getúlio Vargas, vinculado à UFAM
- Hospital Universitário Bettina Ferro de Souza, vinculado à UFPA
- Hospital de Doenças Tropicais, vinculado à UFT [2]
- Hospital Metropolitano de Urgência e Emergência, vinculado à UEPA e ao Cesupa
- Hospital Regional Público do Sudeste do Pará Dr. Geraldo Veloso, vinculado à UEPA

### Região Nordeste

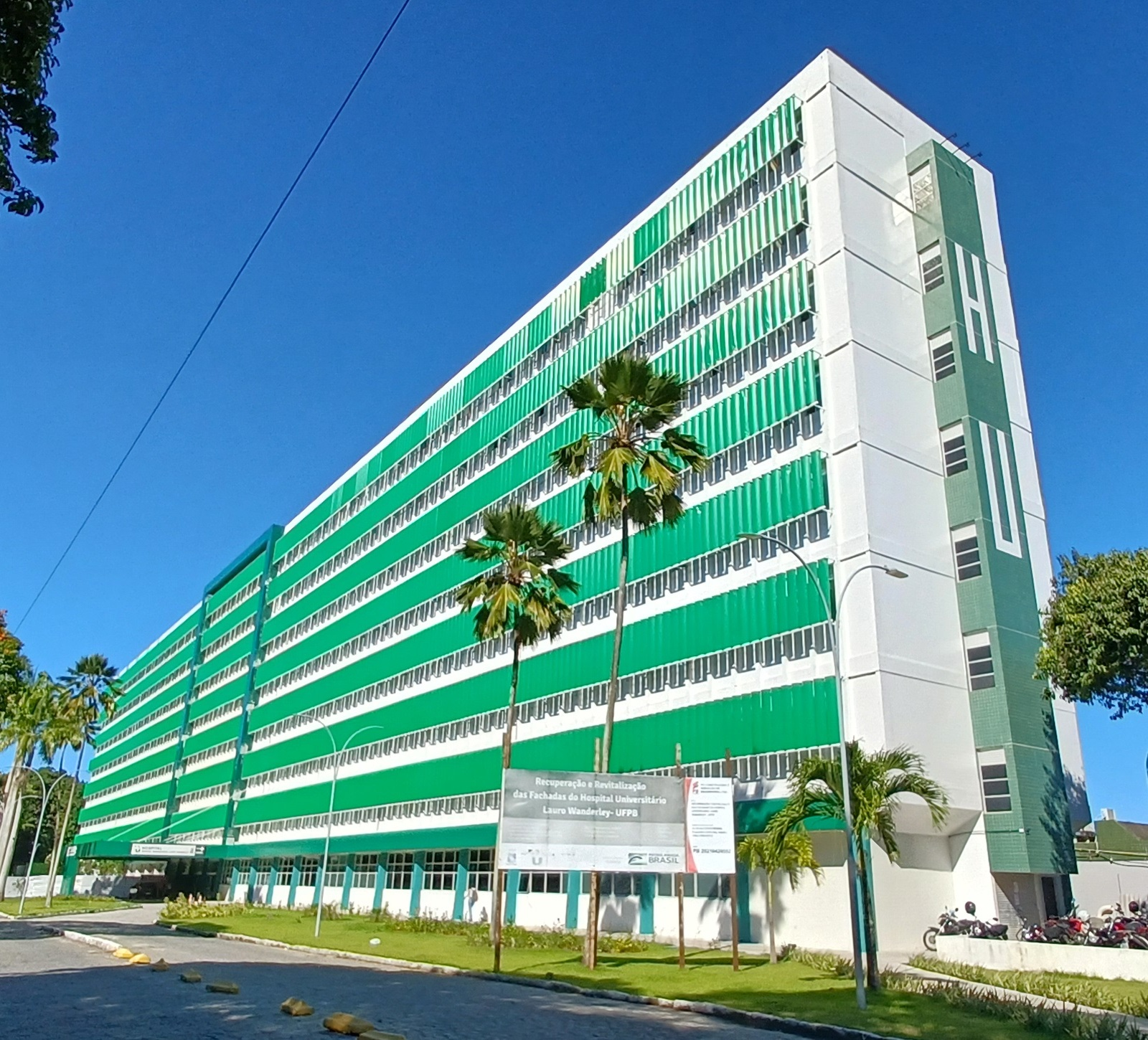
Hospital Universitário Lauro Wanderley, em João Pessoa

- Hospital Universitário Professor Alberto Antunes, vinculado à UFAL
- Hospital das Clínicas da Universidade Federal de Pernambuco, vinculado à UFPE
- Hospital Universitário da Universidade Federal do Vale do São Francisco, vinculado à Univasf
- Hospital Universitário Lauro Wanderley, vinculado à UFPB
- Hospital Universitário Oswaldo Cruz, vinculado à UPE
- Hospital Universitário Onofre Lopes, vinculado à UFRN
- Hospital Universitário da Universidade Federal do Piauí, vinculado à UFPI
- Hospital Universitário de Sergipe da Universidade Federal de Sergipe, vinculado à UFS
- Hospital universitário Walter Cândido da universidade federal de fortaleza UFC

### Região Centro-Oeste
- Hospital das Clínicas da UFG
- Hospital Universitário Maria Aparecida Pedrossian, vinculado à UFMS
- Hospital Universitário de Brasília, vinculado à UnB
- Hospital Universitário Júlio Müller, vinculado à UFMT
- Hospital Geral e Maternidade de Cuiabá, vinculado à UNIC
- Santa Casa de Misericórdia de Goiânia, vinculado à PUC-GO
- Hospital das Clínicas Doutor Serafim de Carvalho, vinculado à UFJ

### Região Sudeste
- Hospital das Clínicas da Universidade Federal de Minas Gerais
- Hospital de Clínicas da Universidade Federal do Triângulo Mineiro (HC-UFTM), vinculado à UFTM
- Hospital Universitário Sagrada Família (HUSF), vinculado ao IMEPAC
- Mário Palmério Hospital Universitário (MPHU), vinculado à Universidade de Uberaba - UNIUBE
- Hospital de Clínicas de Uberlândia (HCU), vinculado à UFU
- Hospital Regional de Janaúba - Faculdades Unidas do Norte de Minas
- Hospital Escola Samaritano, vinculado à FAMP (Faculdade Morgana Potrich)
- Hospital Universitário São Francisco, vinculado à USF
- Hospital Universitário Alzira Velano (HUAV), Alfenas
- Hospital Universitário da Universidade Federal de Juiz de Fora, vinculado à UFJF
- Hospital e Maternidade Celso Pierro, pertencente à Pontifícia Universidade Católica de Campinas
- Hospital Universitário de Jundiaí, vinculado à Faculdade de Medicina de Jundiaí
- Hospital Santa Marcelina - vinculado à Faculdade Santa Marcelina, em Itaquera, São Paulo
- Hospital Universitário de Taubaté, pertencente à Universidade de Taubaté
- Hospital Universitário Dr. Domingos Leonardo Cerávolo da Faculdade de Medicina de Presidente Prudente
- Hospital de Base de São José do Rio Preto, vinculado à Faculdade de Medicina de São José do Rio Preto - FAMERP
- Hospital Beneficente Unimar, vinculado à UNIMAR
- Hospital das Clínicas de Marília - FAMEMA
- Hospital das Clínicas de Botucatu- Faculdade de Medicina de Botucatu - Universidade Estadual Paulista "Júlio de Mesquita Filho"
- Hospital Universitário da Universidade de São Paulo
- Hospital das Clínicas da Faculdade de Medicina de Ribeirão Preto da Universidade de São Paulo - FMRP-USP
- Hospital de Clínicas da Unicamp
- Hospital São Paulo, São Paulo, vinculado à UNIFESP
- Hospital das Clínicas da Faculdade de Medicina da Universidade de São Paulo
- Hospital de Reabilitação de Anomalias Craniofaciais da Universidade de São Paulo
- Hospital Universitário da Universidade Federal de São Carlos - UFSCar, vinculado à Ebserh)[3]
- Hospital Universitário Pedro Ernesto, vinculado à UERJ
- Hospital Universitário Clementino Fraga Filho, Rio de Janeiro, vinculado à UFRJ
- Hospital Universitário Gaffrée e Guinle, vinculado à UNIRIO
- Hospital Universitário Antônio Pedro, vinculado à UFF
- Hospital Universitário Sul Fluminense, vinculado à Universidade Severino Sombra
- Hopistal Universitário Cassiano Antonio Moraes, vinculado à UFES
- Irmandade da Santa Casa de Misericórdia de São Paulo, vinculado à FCMSCSP
- Hospital Universitário Clemente Faria, vinculado à Unimontes
- Hospital Escola de Valença, vinculado ao Centro Universitário de Valença (UNIFAA)

### Região Sul
- Hospital Universitário Regional de Maringá, vinculado à UEM, Maringá
- Hospital Universitário da Universidade Estadual de Londrina, vinculado à UEL, Londrina
- Hospital Universitário do Oeste do Paraná, vinculado à UNIOESTE, Cascavel (Paraná)
- Hospital de Clínicas da Universidade Federal do Paraná, vinculado à UFPR, Curitiba
- Hospital Evangélico de Curitiba, vinculado à FEPAR
- Hospital Universitário Cajuru, vinculado à PUCPR
- Hospital Universitário Polydoro Ernani de São Thiago, vinculado à UFSC, Florianópolis
- Hospital Universitário Pequeno Anjo, vinculado à Univali
- Hospital de Clínicas de Porto Alegre, vinculado à UFRGS
- Hospital São Lucas, da PUCRS
- Hospital Geral, da Universidade de Caxias do Sul, UCS
- Instituto de Cardiologia do Rio Grande do Sul, vinculado à Fundação Universitária de Cardiologia (IC/FUC)
- Santa Casa de Misericórdia de Porto Alegre, UFCSPA
- Hospital Universitário de Santa Maria, vinculado à UFSM, Santa Maria
- Hospital Escola/FAU da UFPEL, vinculado à UFPel, Pelotas
- Hospital Universitário Dr. Miguel Riet Corrêa Jr., vinculado à FURG, Rio Grande
- Hospital Universitário da ULBRA da Universidade Luterana do Brasil

## Chile
- Hospital Clínico da Pontificia Universidad Católica de Chile, vinculado à PUC-Chile
- Hospital Clínico da Universidad de Chile, vinculado à Universidade do Chile
- Hospital Clínico Viña del Mar, vinculado à UAB, Viña del Mar
- Hospital Clínico Instituto de Seguridad del Trabajo, Viña del Mar
- Hospital Clínico Herminda Martin, Chillán

## Portugal
- Centro Hospitalar da Cova da Beira, Covilhã
- Hospitais da Universidade de Coimbra, Coimbra
- Hospital de Santa Maria, Lisboa
- Hospital de São João, Porto
- Hospital de São Marcos, Braga
- Hospital Geral de Santo António, Porto

## Suécia
- Hospital Universitário de Uppsala, vinculado a Universidade de Uppsala, Uppsala
- Hospital Universitário Karolinska, Estocolmo
- Hospital Universitário Sahlgrenska, Gotemburgo
- Hospital Universitário da Norrland, Umeå
- Hospital Universitário da Escânia, Lund e Malmö
- Hospital Universitário de Linköping, Linköping
- Hospital Universitário de Örebro, Örebro